# Дончян, Ричард
Ричард Давуд Дончян (англ. Richard Davoud Donchian; сентябрь 1905, Хартфорд, Коннектикут — апрель 1993) — американский бизнесмен армянского происхождения, специалист в области управления товарными деньгами. Создатель первого открытого товарного фонда, основанного на принципе диверсификации. Впоследствии был окрещён отцом «торговли путём „следования за трендом“», на котором основаны многие современные системы биржевой торговли.

## Биография
Родители Ричарда, Сэмюель Б. Дончян и Арменуи А. Давуд, переехали из Османской империи в США ещё в 1880-х годах. Будучи молодым человеком Ричард учился в школе в Хартфорде, позже посещал школу Тафт (Уотертаун, штат Коннектикут). В 1928 году Дончян окончил Йельский университет, получив степень бакалавра экономики, и стал работать в семейной компании по продаже восточных ковров. В это же время Ричард наткнулся на биографию биржевого трейдера Джесси Ливермора под названием «Воспоминания биржевого спекулянта». Под влиянием этой книги он заинтересовался финансовыми рынками. Убытки, понесённые Дончяном во время биржевого краха 1929 года, подвигли его к изучению технического анализа и истории цен.
Карьеру на Уолл-стрит Дончян начал в 1930 году. Он стал продавать брокерским компаниям быстро ставшую популярной услугу Security Pilot. Летом 1933 года Ричард становится аналитиком по ценным бумагам компании Hemphill, Noyes and Co, в то же время продолжая занимать пост вице-президента семейного предприятия Samuel Rug Company.
Во время Второй мировой войны Дончян вступил в ряды армии США и участвовал в Сицилийской операции. Впоследствии назначен инспектором статистического контроля ВВС США. По окончании войны Ричард становится частным консультантом по инвестициям и ценным бумагам, занимаясь этим делом до 1960 года. В 1948 году он увлёкся товарными рынками и фьючерсами. Он основал торговую фирму Futures, Inc. — первый открытый товарный фонд, основанный на принципе диверсификации.
В эти годы Дончян разработал правила торговых операций на основе метода торговли «следование за трендом». Он основан на предположении, что цены на сырьевые товары в долгосрочной перспективе будут двигаться подобно рынкам медведя и быка. Ричард разработал и использовал торговую систему, которая объединяла Правила Торговли, Руководства к Торговле и его еженедельную систему правил, основанную на скользящих средних. Дончян автор многочисленных статей о фьючерсах и ценных бумагах, благодаря чему стал известен как отец «торговли путём „следования за трендом“». Некоторые современные системы следования за трендом, такие как «Черепашья торговая система» (англ. Turtle Trading System), основаны на его работах. Кроме того, Дончян был новатором в продвижении концепции диверсифицированного подхода к операциям на товарных биржах.
В 1960 году Дончян был назначен директором исследований товарных рынков корпорации Hayden Stone & Co LLC. В этой компании и её преемниках (Shearson/American Express, Shearson Lehman Brothers, сейчас Smith Barney) он проработал всю жизнь, став со временем старшим вице-президентом фирмы. В том же 1960 году Ричард начал издание еженедельного бюллетеня «Commodity Trend Timing». Бюллетень под его руководством выходил 19 лет, а еженедельный тираж доходил до 10 000 экземпляров. Ричард написал много статей, которые считаются классикой отрасли, в том числе Trend Following Methods in Commodity Price Analysis (Commodity Yearbook, 1957).
В 1963 году Дончяну Институт Дипломированных Финансовых Аналитиков Университета Вирджинии присудил степень Дипломированного Финансового Аналитика. За время своей карьеры Дончян был членом бирж Commodity Exchange, New York Cotton Exchange и New York Futures Exchange, а также нескольких профессиональных ассоциаций рынка — Нью-Йоркское общество фондовых аналитиков (англ. New York Society of Security Analysts), Американская статистическая ассоциация (англ. American Statistical Association), Национальная ассоциация советников фьючерсной торговли (англ. National Association of Future Trading Advisers), Финансовый форум (англ. Financial Forum), а также был включён в каталог «Кто есть кто в Америке» (англ. Who's Who in America). В июне 1983 года компания Managed Accounts Report выбрала его в качестве одного из первых получателей её награды «Most Valuable Performer Award» за выдающийся вклад в области управления товарными деньгами.
После смерти Дончяна в апреле 1993 года был основан Richard Davoud Donchian Foundation, целью которого является содействие улучшению здоровья детей.

## Источник
Биография Р. Дончяна на Foundation Services Архивная копия от 11 ноября 2009 на Wayback Machine (англ.)